# Chamaesphecia clathrata
Chamaesphecia clathrata is een vlinder uit de familie wespvlinders (Sesiidae), onderfamilie Sesiinae.
De wetenschappelijke naam van de soort is voor het eerst geldig gepubliceerd door Le Cerf in 1917. De soort komt voor in het Afrotropisch gebied.